# Adriana Hölszky
Adriana Daniela (Adriana) Hölszky (Boekarest, 30 juni 1953), dochter van een Hongaarse vader en Duitse moeder, is een Roemeens pianist en componist, woonachtig en werkzaam in Duitsland. Ze is de tweelingzus van de violiste Monika Hölszky-Wiedemann.
Samen met  Sofia Goebaidoelina, Isabel Mundry en Lera Auerbach behoort Adriana Hölszky tot de bekendste en meest succesvolle vrouwelijke componisten van hedendaagse muziek. Reeds in de jaren 1980 wist ze zich te positioneren in het toen nog door mannen gedomineerde domein van de hedendaagse muziek.
Haar actieve bijdragen aan uitvoeringen van haar muziek, evenals een constante aanwezigheid in het academische en journalistieke muziekdebat, hebben eveneens bijgedragen aan haar bekendheid.
Hölszky's werk is veelvuldig bekroond met internationale prijzen.

## Levensloop

### Opleiding
Adriana Hölszky groeide op in Boekarest, waar zij van 1959 tot 1969 pianolessen kreeg van Olga Roşca-Berdan aan het Muzieklyceum. In 1972 ging zij piano en compositie (bij Ștefan Niculescu) studeren aan de Ciprian Porumbeseu Muziekacademie in Boekarest.
In 1976 verhuisde ze met haar ouders en zus naar Duitsland. Van 1977-1980 studeerde ze compositie aan de Musikhochschule Stuttgart bij Milko Kelemen en piano, met specialisatie kamermuziek, bij Günter Louegk. In dezelfde periode trad ze reeds op als pianiste van het Lipatti Trio, samen met haar tweelingzus Monika Hölszky-Wiedemann op viool en celliste Hertha Rosa-Herseni.
In 1977 en 1978 nam ze als student deel aan de Internationale Zomeracademie van het Mozarteum Salzburg. Tussen 1978 en 1984 volgde ze tevens regelmatig cursussen aan de Darmstädter Ferienkurse (zomercursussen voor Nieuwe Muziek).

### Werk
In 1980 werd Hölzsky freelance docent (Lehrbeauftragter) aan de Hogeschool voor Muziek en Podiumkunsten Stuttgart voor de vakken muziektheorie en solfège, gevolgd door een vaste aanstelling als docent (van 1993 tot 1996).
In 1986 nam ze voor het eerst deel aan het componistenforum van de Darmstädter Ferienkurse, in 1992 aan compositieseminaries in Tokio en Kyoto en in datzelfde jaar aan het IRCAM (Parijs). 
Hölszky's toenemende internationale bekendheid kwam tot uiting in drie concerten die geheel gewijd waren aan haar muziek, in achtereenvolgens Athene, Thessaloniki en Boston in 1993.
In 1996 was ze docent compositie op het Time of Music-festival in Viitasaari (Finland). Tussen 1997 en 2000 was ze docent compositie aan de Universiteit voor Muziek en Theater in Rostock, en van 2000 tot 2013 was ze docent compositie aan het Mozarteum in Salzburg.
Hölszky leidde vele componisten op, onder wie Olga Neuwirth, Carsten Hennig (*1967) en Benjamin Lang (*1976).
Ze is sinds 2002 lid van de Academie voor Schone Kunsten in Berlijn en sinds 2003 lid van de Schone Kunsten in München.

## Composities

### Inleiding
Kenmerkend voor de muziek van Adriana Hölszky is het radicalisme. Traditionele vormen, waarbij thema's of ritmes zich progressief ontwikkelen, zijn niet van toepassing op de complexe structuren die zij opbouwt. In plaats daarvan kan haar muziek beter benoemd worden met termen als geluidsenergie, gelaagd en zwervend geluid, explosie en uitbarsting. Een dergelijke esthetiek laat zich vergelijken met de natuurwetenschap en met wetenschappelijke fenomenen, die wellicht het gevolg zijn van haar afkomst – haar ouders waren beiden scheikundigen.
Hölszky beschrijft in Einige Aspekte meiner kompositorischen Arbeit haar compositieprincipes. Hoewel er fundamentele kenmerken zijn die voor elk genre gelden (zoals het opheffen van de scheiding tussen vocale en instrumentale muziek door inzet van elektronische muziek) zijn er ook specifieke kenmerken voor elk genre. Kenmerkend voor haar orkestcompositie is bijvoorbeeld de ontbinding van de traditionele orkestgroepen (zoals strijkers, houtblazers en koperblazers) in nieuwe groepen, die Hölszky voor elke compositie opnieuw samenstelt. Een solistische benadering binnen de orkestgroep komt ook veel voor in haar orkestwerk.
Ruimtelijkheid (in de opstelling van de musici) speelt in haar composities tevens een grote rol, bijvoorbeeld in Wirbelwind (voor 4 slagwerkers) en Karawane (voor 12 slagwerkers). In Countdown (voor countertenor, vier trompetten en vier trombones of alpenhoorns) staan de solist en dirigent midden in de zaal, en de instrumentalisten rondom het publiek.
Zelf omschrijft ze haar composities als sound spaces (ruimtes van geluid), met "ruimtes die uitbreiden en krimpen, en verschuivingen van het ene geluidsgebied naar het andere". Ze vergelijkt haar compositietechniek met de "techniek van filmmontage: [de ordening van] beelden, met scherpe uitsnedes of zachte vervagingen".
Het sombere, ongemakkelijke en onhanteerbare loopt als een rode draad door Hölszky's oeuvre. Dit wordt veroorzaakt door een sceptische en pessimistische kijk op de wereld, wat duidelijk tot uiting komt in het muziektheaterwerk The Good God of Manhattan, dat gekenmerkt wordt door een "Apocalyptische" stijl. Het werk (naar het gelijknamige toneelstuk van Ingeborg Bachmann) beschrijft het mislukken van een extatische liefdesaffaire als gevolg van een "ijzig koude, programmatische wereldorde". The Good God of Manhattan verwoordt symbolisch Hölszky's kritiek op de buitensporigheid van de samenleving. In een interview verwoordde zij het aldus: "Vandaag de dag is de mensheid onmetelijk gegroeid en heeft een grens overschreden van waaruit geen terugkeer meer mogelijk is, tot het punt van ineenstorting, waarin alles, als een ster, een zwart gat wordt."
Desondanks staan de composities van Hölszky bekend als toegankelijk. Haar muziek is, in de woorden van een recensent, "ronduit prettig om naar te luisteren".

### Lijst van composities
| Jaar        | Titel                                                            | Genre                                | Bezetting                                                              |
| ----------- | ---------------------------------------------------------------- | ------------------------------------ | ---------------------------------------------------------------------- |
| 1974        | Byzantinische Struktur                                           | Kamermuziek                          | Viool en piano                                                         |
| 1974        | Vier Miniaturen                                                  | Instrument solo                      | Piano                                                                  |
| 1975        | Sonata                                                           | Instrument solo                      | Piano                                                                  |
| 1975        | Streichquartett (niet uitgegeven)                                | Kamermuziek                          | Strijkkwartet                                                          |
| 1975/76     | Constellation (niet uitgegeven)                                  | Orkest                               | Orkest                                                                 |
| 1977        | Monolog                                                          | Vocaal/kamermuziek                   | Vrouwenstem en pauken                                                  |
| 1978        | …es kamen schwarze Vögel                                         | Vocaal/kamermuziek                   | Vijf vrouwenstemmen S2/MS/A2 en slagwerk                               |
| 1978        | Il était un homme rouge                                          | Vocaal                               | 12 stemmen                                                             |
| 1978        | Kommentar für Lauren                                             | Vocaal/kamermuziek                   | Sopraan, 8 blazers en pauken                                           |
| 1979        | Pulsationen II                                                   | Kamermuziek                          | Kwintet voor viool, cello, contrabas en 2 piano's                      |
| 1979/80     | Space                                                            | Orkest                               | 4 Orkestgroepen                                                        |
| 1980        | Omnion                                                           | Elektronische muziek                 | Geluidsspoor                                                           |
| 1980        | Questions I                                                      | Vocaal/kamermuziek                   | Sopraan, bariton, viool, cello en piano                                |
| 1981        | Questions II'                                                    | Vocaal/kamermuziek                   | Sopraan, bariton, viool, cello, piccolo, gitaar en piano               |
| 1981-83     | Flux-re-Flux                                                     | Instrument solo                      | Altsaxofoon                                                            |
| 1981        | Innere Welten I                                                  | Kamermuziek                          | Strijktrio                                                             |
| 1981–82     | Innere Welten II                                                 | Kamermuziek                          | Strijkkwartet                                                          |
| 1982        | Arkaden                                                          | Kamermuziek                          | 2 Dwarsfluiten en strijkkwartet                                        |
| 1982        | Quasi una fantasia                                               | Instrument solo                      | Hobo                                                                   |
| 1982        | Intarsien I                                                      | Kamermuziek                          | Dwarsfluit, viool en piano                                             |
| 1982/83     | Decorum                                                          | Instrument solo                      | Klavecimbel vierhandig                                                 |
| 1982/83     | Intarsien II                                                     | Kamermuziek                          | Dwarsfluit, viool, klavecimbel en piano                                |
| 1982/83     | Intarsien III                                                    | Kamermuziek                          | Dwarsfluit, viool en 2 piano's                                         |
| 1982/1985   | Quasi una fantasia II (niet uitgegeven)                          | Kamermuziek                          | 2 Dwarsfluiten, viool en 2 hobo's                                      |
| 1983        | Flux-Reflux                                                      | Instrument solo                      | Altsaxofoon                                                            |
| 1983        | Nouns to Nouns I                                                 | Instrument solo                      | Viool                                                                  |
| 1983        | Controversia                                                     | Kamermuziek                          | 2 Dwarsfluiten, 2 hobo's en viool                                      |
| 1984        | Nouns to Nouns II                                                | Instrument solo                      | Cello                                                                  |
| 1984        | Erewhon                                                          | Ensemble                             | 14 Instrumenten                                                        |
| 1984/85     | Klangwerfer                                                      | Ensemble                             | 12 strijkers                                                           |
| 1984/85/90  | New Erewhon                                                      | Ensemble                             | Ensemble                                                               |
| 1984/85     | Requisiten                                                       | Ensemble                             | 9 Instrumenten                                                         |
| 1985/90     | …und wieder Dunkel I                                             | Instrumentaal overig                 | Slagwerk en orgel                                                      |
| 1986        | …und wieder Dunkel II                                            | Instrumentaal overig                 | Pauken/slagwerk en orgel                                               |
| 1986        | Immer schweigender                                               | Vocaal/koor                          | 4 Koren                                                                |
| 1986/87     | Hörfenster für Franz Liszt                                       | Instrument solo                      | Piano                                                                  |
| 1987        | Bremer Freiheit. Singwerk auf ein Frauenleben                    | Opera/muziektheater                  | Solisten, koor en orkest                                               |
| 1987        | immer schweigender (niet uitgegeven)                             | Koor                                 | 4 8-stemmige gemengde koren                                            |
| 1988        | Fragmente aus ‘Bremer Freiheit                                   | Ensemble                             | Accordeon, cimbalom en pauken                                          |
| 1988        | Vampirabile – Lichtverfall                                       | Vocaal/kamermuziek                   | 2 Sopranen, mezzosopraan, 2 alten en Slagwerk                          |
| 1988        | Wirbelwind                                                       | Kamermuziek                          | 4 Slagwerkers                                                          |
| 1989        | Schweigetonzwei                                                  | Muziektheater                        | Dansers en acteurs                                                     |
| 1989        | ...geträumt                                                      | Koor                                 | 36 Zangers                                                             |
| 1989/90     | Hängebrücken – Streichquartett ’an Schubert'                     | Kamermuziek                          | 2/4 Violen, 2/4 altviolen en 1/2 cello                                 |
| 1989/90     | Jagt die Wölfe zurück                                            | Ensemble                             | 6 Slagwerkers                                                          |
| 1989/90     | Karawane – Reflexion über den Wanderklang                        | Ensemble                             | 12 Pauken                                                              |
| 1989/90     | Flöten des Lichts, Flächenspiel                                  | Vocaal/kamermuziek                   | Vrouwenstem, 5 blazers en andere instrumenten ad libitum               |
| 1989/98     | Traumlied                                                        | Instrument solo                      | Slagwerk                                                               |
| 1990        | Message (tekst: E. Ionesco)                                      | Vocaal overig                        | Mezzosopraan, bariton, spreker en elektronica                          |
| 1990        | Lichtflug                                                        | Concert                              | Viool, dwarsfluit en orkest                                            |
| 1991/92     | Miserere                                                         | Instrument solo                      | Accordeon                                                              |
| 1991/92     | Segmente I (für sieben Klangzentren)                             | Ensemble                             | Piccolo, euphonium, contrabas, piano, cimbalom, accordeon en slagwerk  |
| 1992        | Segmente II                                                      | Kamermuziek                          | Piano en slagwerk                                                      |
| 1992        | Segmente III                                                     | Kamermuziek                          | Hobo, contrabas en accordeon                                           |
| 1992        | Miserere                                                         | Instrument solo                      | Accordeon                                                              |
| 1993        | Klangwaben 1                                                     | Instrument solo                      | Viool                                                                  |
| 1992/93     | WeltenEnden                                                      | Ensemble                             | Euphonium, bugel, trompet, piccolotrompet, alpenhoorn (1 of 4 spelers) |
| 1993        | A due – Wellenstudie                                             | Kamermuziek                          | 2 Klarinetten                                                          |
| 1993        | Gemälde eines Erschlagenen (tekst: J.M.R. Lenz)                  | Vocaal/koor                          | 72-stemmig gemengd koor                                                |
| 1994/2001   | An die Nacht                                                     | Orkest                               | Orkest                                                                 |
| 1993-95     | Die Wände (Libretto: Thomas Körner)                              | Opera/muziektheater                  | Solisten, koor en orkest                                               |
| 1995        | Cargo                                                            | Orkest                               | Orkest                                                                 |
| 1995        | Arena                                                            | Orkest                               | Orkest                                                                 |
| 1996        | Qui audit me                                                     | Kamermuziek                          | Altfluit, altviool, gitaar en spreekstem (ad lib.)                     |
| 1996/97     | Tragödia – der unsichtbare Raum (Libretto: Thomas Körner)        | Opera/ muziektheater (instrumentaal) | Ensemble, geluidsspoor en live-elektronica                             |
| 1996/2006   | Wolke und Mond                                                   | Concert                              | Versie '96: Accordeon en cello, versie '06: idem en orkest             |
| 1997        | Avance. Impulsions mécaniques                                    | Kamermuziek                          | Klarinet, euphonium, cello en piano                                    |
| 1997        | Und ich sah wie ein gläsernes Meer, mit Feuer gemischt…          | Instrument solo                      | Orgel                                                                  |
| 1997        | Der Aufstieg der Titanic. OpeRatte                               | Muziektheater                        | Solisten, koor en orkest                                               |
| 1998        | Spin 2                                                           | Kamermuziek                          | Viool en toetsen                                                       |
| 1999-2001   | High Way                                                         | Concert                              | Accordeon en 19 instrumenten                                           |
| 1999        | Klaviatur der Mythen                                             | Concert                              | 6 Slagwerkers en strijkorkest                                          |
| 1999-2000   | Giuseppe e Sylvia (Libretto: Hans Neuenfels)                     | Opera/muziektheater                  | Solisten, koor en orkest                                               |
| 1999/2003   | High Way                                                         | Ensemble                             | Accordeon en ensemble                                                  |
| 2000        | on the other side                                                | Concert                              | 3 Solisten (mondharmonica/saxofoon, klarinet, accordeon) en orkest     |
| 2000        | High Way for One                                                 | Instrument solo                      | Accordeon                                                              |
| 2000        | Traumlied                                                        | Instrument solo                      | Slagwerk                                                               |
| 2000        | Maske und Farbe (Tekst: Michael Krüger)                          | Vocaal/kamermuziek                   | Bariton/mezzosopraan en klavier                                        |
| 2000/01     | Umsphinxt… Ein Rätsel für Raubvögel (Tekst: Friedrich Nietzsche) | Vocaal/koor                          | 48-stemmig koor                                                        |
| 2000 - 2002 | On the other side                                                | Concert                              | Klarinet, mondharmonica, accordeon en orkest                           |
| 2004        | Der gute Gott von Manhattan (Libretto: Yona Kim)                 | Opera/muziektheater                  | Solisten, koor en orkest                                               |
| 2004/05     | Lemuren und Gespenster                                           | Vocaal/kamermuziek                   | Sopraan, dwarsfluit, klarinet, viool, cello en piano                   |
| 2006        | like a bird Hommage à György Kurtág                              | Instrument solo                      | Viool                                                                  |
| 2006        | Flugmanöver                                                      | Concert                              | 2 Klarinetten en orkest                                                |
| 2006        | Dämonen                                                          | Vocaal overig                        | Koor en orkest                                                         |
| 2006        | Snowbirds (like a bird II) Hommage à György Kurtág               | Kamermuziek                          | Viool en piano                                                         |
| 2007        | Projektion – Hommage à Erich Hause                               | Instrument solo                      | Trompet                                                                |
| 2007        | Countdown                                                        | Vocaal overig                        | Countertenor, 4 trompetten en 4 trombones/alpenhoorns                  |
| 2008        | Gitter                                                           | Instrument solo                      | Fagot                                                                  |
| 2008        | Hybris/Niobe – Drama für Stimmen (Libretto: Yona Kim)            | Opera/muziektheater                  | 6 solisten en 32-stemmig koor                                          |
| 2008        | Efeu und Lichtfeld                                               | Instrumentaal overig                 | Viool en orgel                                                         |
| 2010        | Die Hunde des Orion                                              | Vocaal                               | 8 stemmen                                                              |
| 2010        | Formicarium                                                      | Vocaal/koor                          | 36-stemmig gemengd koor                                                |
| 2013        | DEEP FIELD. Zehn KLANGbelichtungen einer METAmorphose            | Ballet                               |                                                                        |
| 2013/14     | Böse Geister (Libretto: Yoga Kim)                                | Opera/muziektheater                  | Solisten, koor en orkest                                               |
| 2014        | Innere Welten III                                                | Kamermuziek                          | Bassetklarinet en strijkkwartet                                        |
| 2014        | Piktors Verwandlungen                                            | Kamermuziek                          | 2 Accordeons                                                           |
| 2014        | La Dame à la Licorne                                             | Instrument solo                      | Viool                                                                  |
| 2016        | Figaros Arie – Fragmente                                         | Kamermuziek                          | Koto en accordeon                                                      |
| 2015/16     | EXODUS                                                           | Kamermuziek                          | 12 Slagwerkers                                                         |
| 2016        | grenzWELTENzeitENDEN                                             | Instrumentaal overig                 | Koperblazer en luidspreker                                             |
| 2017        | Roses of Shadow                                                  | Ballet/ klankchoreografie            | Sopraan en 8 instrumentalisten                                         |
| 2018        | APEIRON                                                          | Concert                              | Viool en strijkorkest                                                  |

## Onderscheidingen en beurzen
- 1978 Prijs op de Internationale Kamermuziekwedstrijd in Florence met het Lipatti Trio
- 1979 1e prijs in de Valentino Bucchi-compositiewedstrijd in Rome
- 1980 Prijs op de Internationale Kamermuziekwedstrijd in Colmar (Frankrijk)
- 1981 Gaudeamus Prijs (Nederland)
- 1982 Max-Deutsch-Prijs Parijs
- 1982 Prijs van de stad Stuttgart
- 1982 Compositieprijs van de Ostdeutscher Kulturrat
- 1983 Beurs van de Kunststichting Baden-Württemberg
- 1985 1e prijs Ensemblia compositiewedstrijd, Mönchengladbach
- 1985 Johann Wenzel Stamitz-prijs
- 1985 GEDOK (Gemeinschaft Deutscher und Oesterreichischer Künstlerinnen und Kunstfreundinnen)-prijs Mannheim
- 1987 Studiebeurs van het Nedersaksische Ministerie van Onderwijs
- 1988 Prijs van de stad Stuttgart
- 1989 1e prijs op de GEDOK Internationale Compositiewedstrijd
- 1990 Heidelberg Artist Prize
- 1990 Schneider-Schott Music Prize Mainz
- 1991 Prix de Rome
- 2003 Bachprijs van de Vrije en Hanzestad Hamburg
- 2011 Prijs van de Christoph en Stephan Kaskestichting
- 2015 Prijs Duitse muziekauteur 2015 in de categorie Composities voor orkest
- 2019 Louis Spohr Muziekprijs Braunschweig

## Discografie
Tientallen werken van Adriana Hölsky zijn door diverse musici opgenomen en uitgebracht op CD. Een overzicht is te vinden op de externe websites Muziekweb en Discogs.

### Publicaties van Adriana Hölszky
Hölszky schreef verschillende toelichtingen bij haar werk en specifieke composities. Een lijst van publicaties is op deze site te vinden.

### Publicaties over Adriana Hölszky
- Beatrix Borchard (Uitg.) Adriana Hölszky, Klangportraits Band 1 - Furore Verlag Berlin 1991.
- Eva-Maria Houben: gelb. Neues Hören. Vinko Globokar, Hans-Joachim Hespos, Adriana Hölszky - Saarbrücken 1996, p262.
- Peter Petersen: …geträumt von Adriana Hölszky. Versuch über ein Vokalstück nach Ingeborg Bachmann. In: Adriana Hölszky, uitg. Eva-Maria Houben - Pfau, Saarbrücken 2000, p44–55.
- Jean-Noel von der Weid: Die Musik des 20. Jahrhunderts - Frankfurt am Main & Leipzig 2001, p472 - ISBN 3-458-17068-5.
- Peter Petersen: Adriana Hölszkys ‘Opern’. Theatrale Musiksprache und vokal-instrumentales Theater. In: Von der Zukunft einer unmöglichen Kunst. 21 Perspektiven zum Musiktheater, Uitg. B. Knauer / P. Krause - Aisthesis, Bielefeld 2006, p85–108.
- Peter Petersen: Das Lenz-Gedicht 'Gemälde eines Erschlagenen' in der Vertonung durch Adriana Hölszky (1993).In: Zwischen Kunst und Wissenschaft. Jakob Michael Reinhold Lenz, uitg. Inge Stephan / Hans-Gerd Winter (= Publikationen zur Zeitschrift für Germanistik, Neue Folge Bd. 14) - Lang, Frankfurt am Main 2006, p59–81.
- Wolfgang Gratzer/Jörn Peter Hiekel (Hrsg.): Ankommen:gehen. Adriana Hölszkys Textkompositionen. Edition neue zeitschrift für musik, uitg. Rolf W. Stoll - Mainz 2007.
- Musik-Konzepte 160/161: Adriana Hölszky, uitg. Ulrich Tadday - München 2013 - ISBN 978-3-86916-237-9.
- Maria Kostakeva, Metamorphose und Eruption. Annäherung an die Klangwelten Adriana Hölszkys - Wolke Verlag, Hofheim 2013 - ISBN 978-3-95593-053-0.